# 3204 Lindgren
3204 Lindgren là một tiểu hành tinh được phát hiện bởi Nikolai Stepanovich Chernykh ngày 1 tháng 9 năm 1978. In 1996 it was đặt tên theo nhà văn Thụy Điển Astrid Lindgren bởi Russian Academy of Science. When announced, she is said to have declared "From now ngày you can address me Asteroid Lindgren".